# Cymbale china
Pour les articles homonymes, voir China.
 (février 2019).

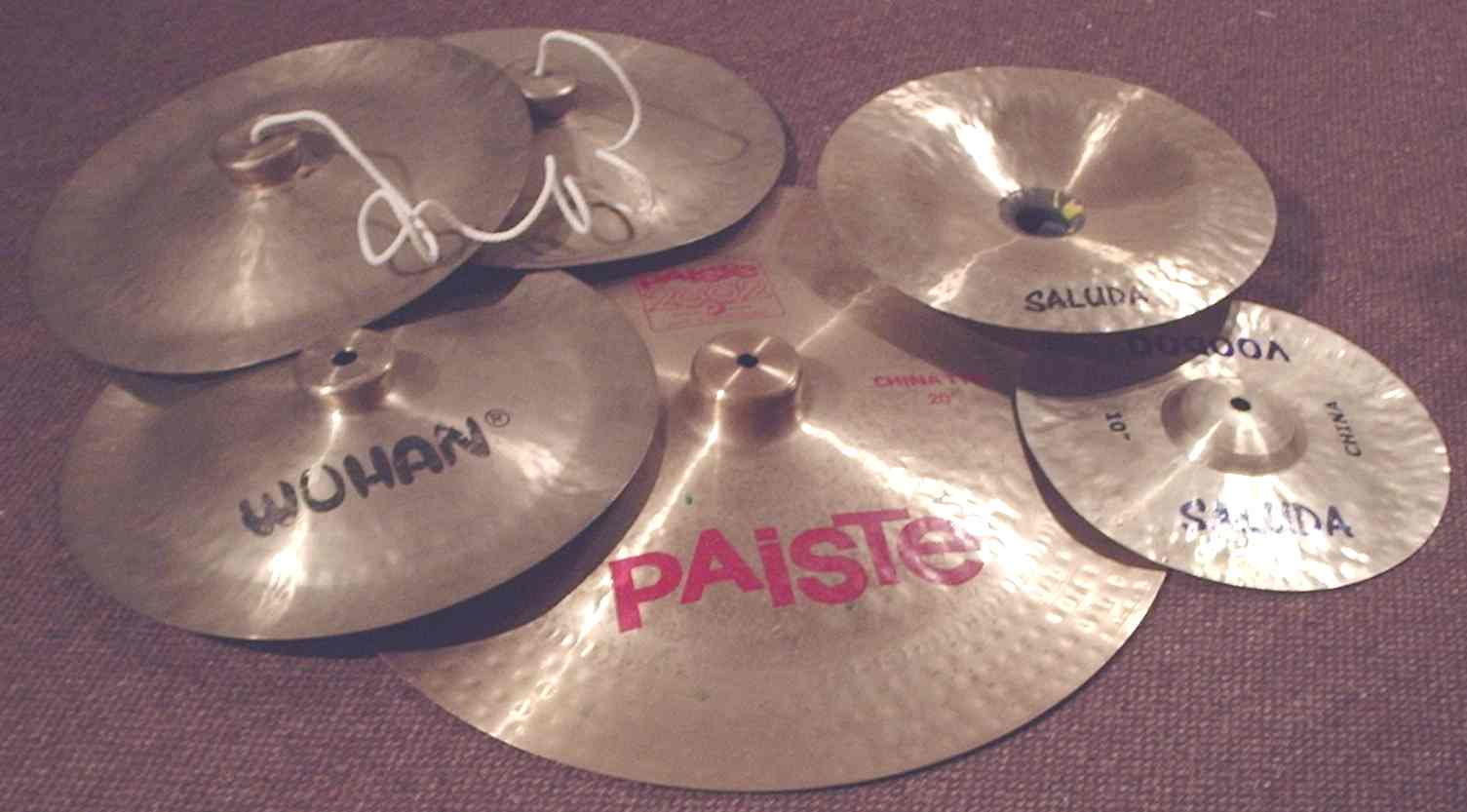
Cymbales de type China provenant de trois continents différents

Une chinoise ou plus souvent china désigne une cymbale d'effets ayant la spécificité d'avoir le bord recourbé. C'est une cymbale puissante dont le diamètre s'étend de 6 pouces jusqu'à plus de 24 pouces. 
Le son de ces cymbales est très violent, grave avec peu d'harmoniques, mais surtout très court. 
Plus le diamètre est grand plus le son sera puissant et profond. 
C'est une cymbale appréciée dans des styles variés comme le funk ou le metal de par sa puissance sonore, pour des accents puissants, voir pour le metal en tant que crash rythmique.
Elle donne notamment une plus grande puissance aux rythmes rapides joués à la double pédale.
Les plus grands modèles (20 pouces ou supérieur) peuvent aussi être jouées avec l'olive de la baguette, tel une cymbale ride.

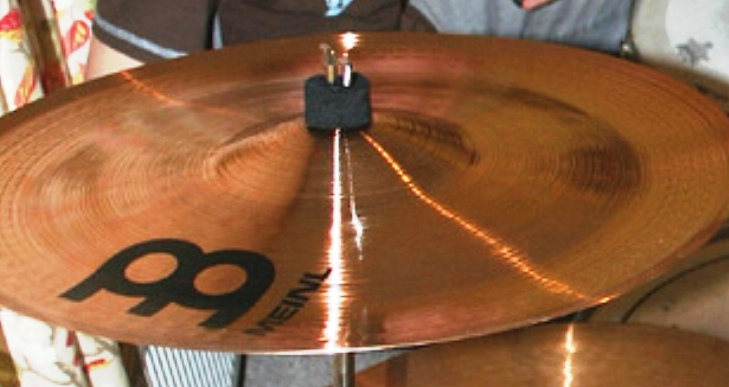
Cymbale china de la marque Meinl : dôme conventionnel, rebord incurvé. Ici, présentée à l'endroit.
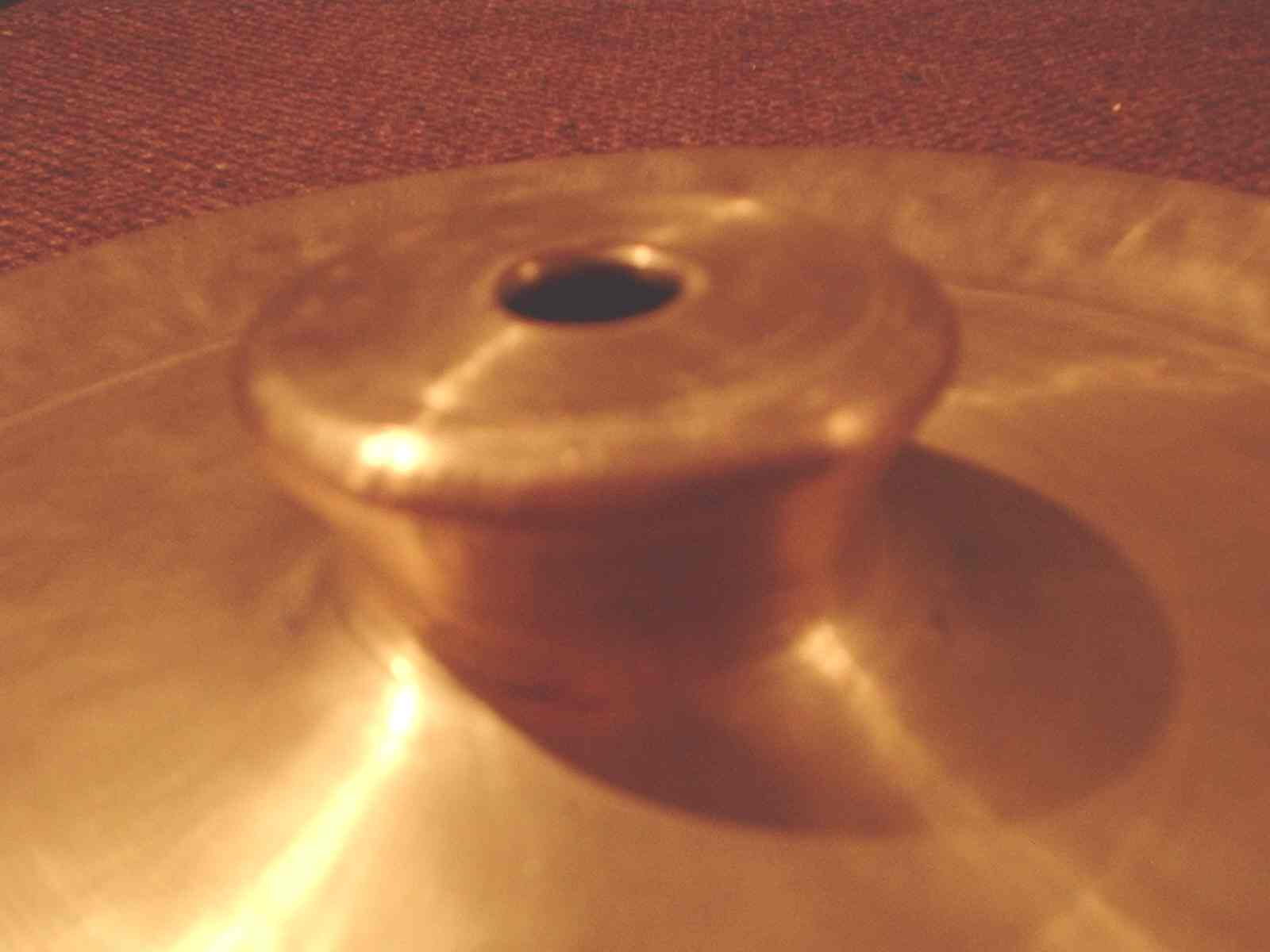
Détail d'une cymbale à dôme conique.
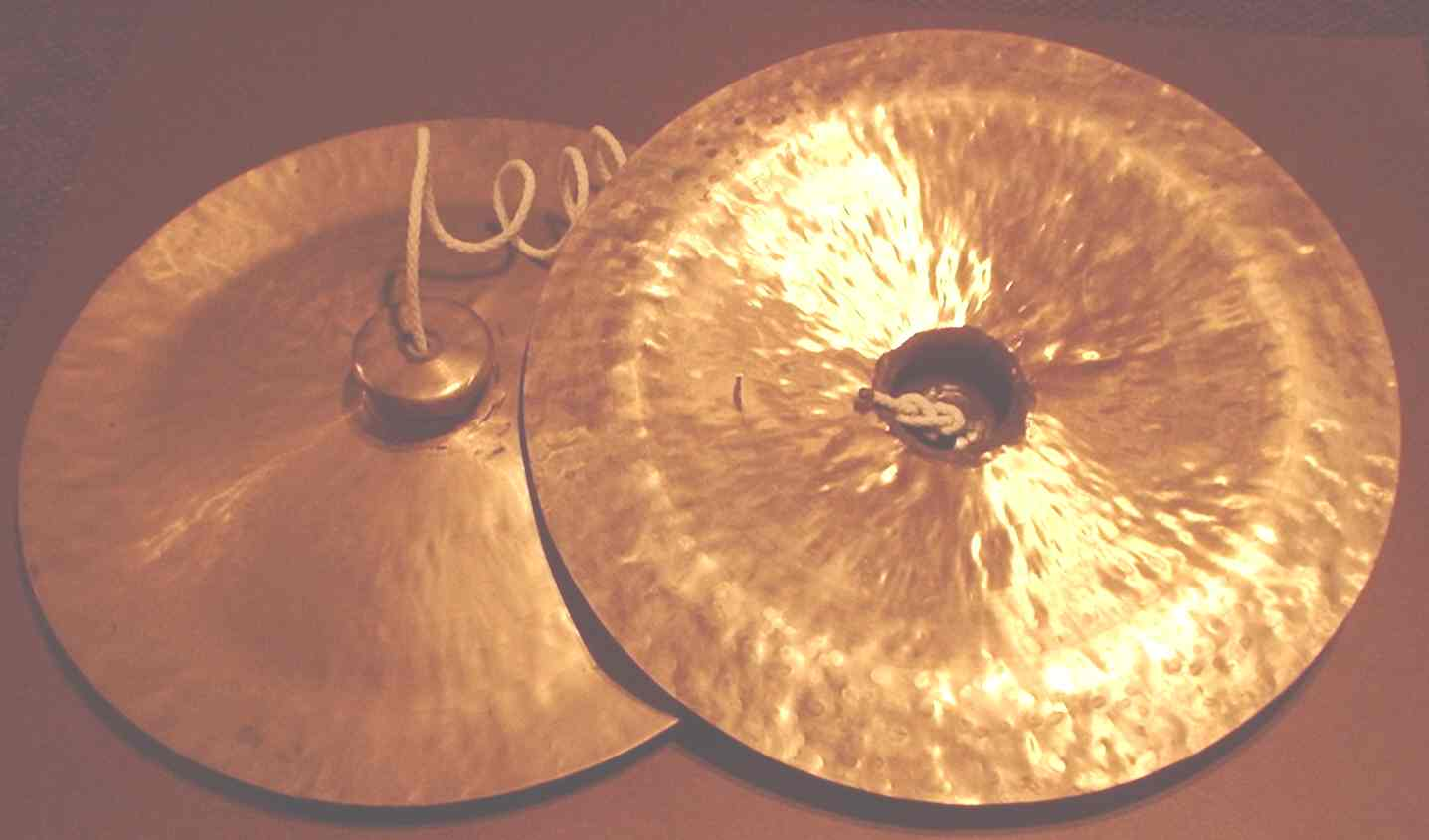
Cymbales china de type « clash ».
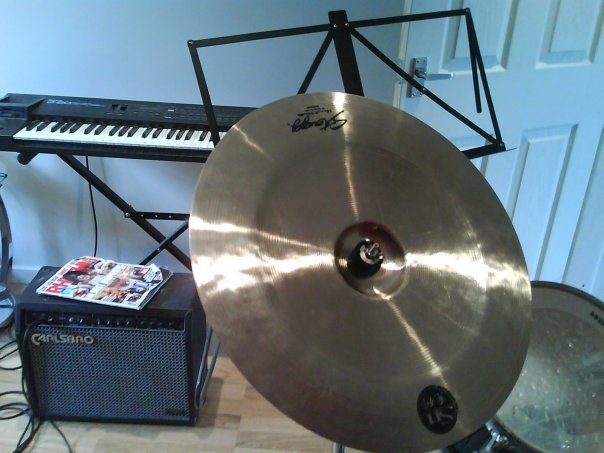
Cymbale china de marque Stagg modèle SH, retournée.